# Ocyphron
Ocyphron é um gênero de traça pertencente à família Agonoxenidae.